# Antonio Maura
Antonio Maura y Montaner (2. května 1853 Palma de Mallorca – 13. prosince 1925 Torrelodones, provincie Madrid) byl španělský politik, pětinásobný předseda vlády Španělska (1903–1904, 1907–1909, 1918, 1919 a 1921–1922).
V roce 1881 se stal poslancem za Liberální stranu, v letech 1892–1894 působil jako ministr zámořských kolonií. Rezignoval poté, co vláda odmítla jeho projekt udělit Kubě autonomii. V letech 1894–1895 zastával funkci ministra spravedlnosti. Kritizoval systém politického klientelismu, v roce 1902 vstoupil do Konzervativní strany, jejíž vůdčí osobností byl v letech 1903–1912. V letech 1902–1903 byl ministrem vnitra a 1903–1904 a 1907–1909 předsedou vlády. Jako předseda vlády zavedl umírněné politické reformy a pracovní právo (tzv. revoluce shora), pokusil se bojovat proti anarchistickému teroru a zvýšit přítomnost španělských jednotek v Maroku. To přispělo ke vzestupu sociálního napětí a vedlo k vypuknutí nepokojů (tragický týden v Barceloně) a vedlo k Maurově demisi. Po roce 1913 vedl Maura frakci konzervativců a v letech 1918, 1919 a 1921–1922 byl předsedou vlády národní jednoty. Oponoval diktatuře Miguela Prima de Rivery a správně předpovídal, povede ke zhroucení monarchie.